# Аксион франсез (вестник)
„Аксион Франсез“ (на френски: L'Action française – „Френско действие“) е френски вестник с националистическа и роялистка насока.
Излиза в периода от март 1908 до август 1944 г. Печатан е главно в Париж, за кратко в Лимож (1940) и после в Лион. Спира да излиза, след като американските войски влизат в Париж през август 1944 г. Заедно с едноименното френско движение е забранен от новата власт и неговият печатен орган като ултраконсервативен и реакционен. Седалището на вестника се е помещавало в Париж на улица „Рим“ (rue de Rome).

## Редакционна политика
Като официален печатен орган на френското движение за действие, вестникът съществува от времето на метастазите в началото на 20 век по аферата Драйфус до падането на режима на Виши. Той е национален ежедневник, настроен роялистки, антисемитски и антидрайфусистки (последното тълкувано от някои не съвсем коректно и справедливо като антигермански или антипруски по-точно).
Подобно на движението за френско действие, вестникът се изявява в ожесточена опозиция на политиката на Третата френска република, както и на либерализма и демокрацията. Читателската му аудитория обединява държавни служители от националистически движения, монархисти и традиционалисти и въобще консерватори, стоящи твърдо вдясно от 1930-те години след края на аферата Стависки. Чрез аналитично представяне на информация в съчетание с лични нападки журналистите от вестника начело с Леон Доде се опитват да обяснят на френската публика каква е същността на политиката и режима на власт в Третата република. Журналистическата кампания е неуморна в отразяването и изясняването на „истинската същност“ (според редакцията на вестника) на съветския режим, комунизма, евреите и масоните.
Същевременно „Аксион Франсез“ се превръща в средище на редица френски интелектуалци, публицисти, философи, историци, поети и писатели около предходно съществувалите критически публицистични издания като „Либр парол“ и др.
Официално излизането на вестника и неговите издания са спонсорирани от 20 физически лица, а впоследствие редакцията му поради хилядите безплатни абонаменти изпада в голям дефицит и редовно разчита на спонсори, за да се бори „срещу еврейското злато“ и Златния телец. Много от дарителите на вестника са бивши френски благородници като херцога на Орлеан и т.н. Единствения период, през който вестникът не изпитва финансови затруднения, е след преместването на изданието в Лион, защото сградата му е заета за нуждите на Вермахта.
В началото на 30-те години като цяло редакционната политика на вестника не е настроена доброжелателно срещу Ваймарската република, но след аферата Стависки и особено в края на 1930-те години по времето на Леон Блум, не желаейки избухването на война, вестникът проповядва подкрепа на Мюнхенското споразумение и Шарл Морас изразява своето задоволство от Артър Невил Чембърлейн за преговорите му за мир с Хитлер.
След примирието от 1940 г. вестникът се мести изпърво в Лимож, а сетне и в Лион през октомври 1940 година. Симпатиите на Шарл Морас и редколегията към режима на Виши превръщат вестника в един от идеологическите стълбове на новия режим, който е за нов ред на основата на някогашния стар ред. След окупацията на цялата страна от Вермахта през ноември 1942 г. вестникът активно сътрудничи на нацистите и е силно враждебен към съпротивата, чиито членове са характеризирани от страниците му като „терористи“. Шарл Морас призовава да не се оказва никаква подкрепа на съпротивата и на нейните симпатизанти.
След дебаркирането на американската армия в Южна Франция и превземането от американците на Париж през август 1944 г. за сътрудничество с нацистите и колаборционизъм в затвора са вкарани Шарл Морас и Морис Пуйо (от редколегията на вестника), а изданието е възбранено и спира да излиза.
След края на Втората световна война много следовници на Морас и десни интелектуалци се групират около изданието „Френска нация“, което се обявява в подкрепа на политиката на Шарл де Гол, включително и за войната в Алжир.